# Блэкуэлл, Томас
То́мас Блэ́куэлл (англ. Thomas Blackwell, 4 августа 1701, Абердин – 6 марта 1757, Эдинбург) — шотландский филолог-классик.

## Биография
Сын пресвитерианского пастора, Блэкуэлл получил высшее образование в университете родного города, где отец его занимал кафедру богословия, и на 22 году жизни сам занял уже кафедру греческого языка. В 1735 г. он анонимно издал в Лондоне «Исследование о жизни и творчестве Гомера» (Inquiry into the life and writings of Homer). Немецкий перевод Фосса появился в 1766 году.
«Радости от представления о естественных и простых нравах нельзя противостоять, она поистине чарует», так, уже в предромантической манере, писал Блэкуэлл. Все великие оригинальные писатели, говорится дальше, были совершенны лишь в том случае, если они говорили на своем родном языке и о вещах, с которыми они чаще всего сталкивались. Вместе с тем, книга Блэкуэлла содержит немало некритических и слишком растянутых спекуляций о египетских и финикийских источниках гомеровской мудрости и фантазии.
В 1748 году были опубликованы, также анонимно, «Письма о мифологии» (Letters Concerning Mythology).